# Theuma
Theuma es un municipio situado en el distrito de Vogtland, en el estado federado de Sajonia (Alemania), a una altitud de 480 metros. Su población a finales de 2016 era de unos 1000 habitantes y su densidad poblacional, 110 hab/km².